# Sarah Moon
Sarah Moon (eigentlich Marielle Warin; * 1941 in Vernon) ist eine französische Fotografin und Filmemacherin. Ihre Karriere begann sie als Mannequin unter dem Künstlernamen Marielle Hadengue.

## Erste Jahre
Geboren wurde Marielle Warin während des Zweiten Weltkrieges, als ihre jüdische Mutter im Jahr 1941 vor den einmarschierenden deutschen Truppen zu ihrem Ehemann flüchtete, der als Soldat an der französisch-italienischen Grenze stationiert war. Nach kurzer Zeit brachten ihre Eltern sie in die Schweiz zu ihrem Großvater, wo sie den Krieg überlebte. Nach dem Krieg wuchs sie in Frankreich auf und verbrachte als Zehnjährige ein Jahr in England.
Von 1960 bis 1966 arbeitete sie in London und Paris auf dem Laufsteg als Mannequin, vor allem für die Haute Couture. Unter dem Namen Marielle Hadengue wurde sie das Gesicht von Werbekampagnen verschiedener Modefirmen.

## Wirken als Fotografin
Als Fotografin war Marielle Hadengue Autodidaktin. Zunächst war es ihr Hobby, ihre Fotomodell-Kolleginnen abzulichten. Ihre Arbeiten erregten Aufmerksamkeit und dadurch bekam sie bezahlte Foto-Aufträge.
Von ihrem Mann Robert Delpire protegiert, stellte sie ihre Arbeiten im Jahr 1968 erstmals aus. 1970 beschloss sie, sich ganz der Fotografie zu widmen und ihre Karriere als Model aufzugeben. Sie gab sich den Künstlernamen Sarah Moon. Sie wurde bekannt dafür, die besondere Atmosphäre von Londons Swinging Sixties einfangen zu können. Dabei arbeitete sie eng mit der Modedesignerin Barbara Hulanicki zusammen, die das populäre Modehaus Biba in London-Kensington führte.
Im Jahr 1972 gestaltete Sarah Moon als erste Frau den Pirelli-Kalender. Lange arbeitete sie mit der Modefirma Cacharel zusammen. Anschließend bekam sie Aufträge der Modehäuser Chanel, Dior und Comme des Garçons. Ihre Bilder erschienen in den Modezeitschriften Vogue, Marie Claire und Elle. Darüber hinaus illustrierte sie auch Bücher wie etwa Rotkäppchen.

## Wirken als Filmemacherin
Von 1985 an widmete sich Sarah Moon ganz ihren Ausstellungen und arbeitete außerdem als Filmemacherin. Neben einer Reihe von Werbefilmen gestaltete sie ein Pop-Video: Äicha by Khaled (Dessen Titel bezieht sich auf ein Lied des Sängers Cheb Khaled). Sie gestaltete einen Dokumentarfilm über den befreundeten Fotografen Henri Cartier-Bresson und drehte 1990 ihren ersten Spielfilm, Mississippi One.
Fünf Jahre später beteiligte sich Sarah Moon an dem internationalen Filmprojekt Lumière et Compagnie. Es war als Hommage an  die Erfindung des Cinématographen durch die Brüder Lumière gedacht, deren hundertjähriges Jubiläum damals gefeiert wurde. 41 namhafte Regisseure aus vielen Ländern drehten dazu mit der originalen Kamera aus dem 19. Jahrhundert Kurzfilme ohne Schnitte oder künstliches Licht, deren Spieldauer wie damals auf 52 Sekunden begrenzt war.

## Ausstellungen (Auswahl)
- 1980: Fashion festival de photographie, Arles.
- 1983: Center of Photography, New York City
- 1993: Stanley-Wise Gallery, New York.
- 2002: Haus der Photographie, Hamburg.
- 2003: Maison européenne de la photographie, Paris.
- 2004: Kyoto Museum of Contemporary Art (Tokio).
- 2008: Cirkus, Leica Gallery, Prag.
- 2011: Théâtre de la Photographie et de l'Image Charles Nègre, Nizza.
- 2012: The Black Hood, Multimedia Art Museum / Moscow House of Photography.
- 2015: Now and then im Haus der Photographie in den Deichtorhallen, Hamburg.
- 2025: Behind the Camera im FLATZ Museum, Dornbirn

## Preise (Auswahl)
- 1979: Golden Lion (Werbefilme für Cacharel)
- 1979, 1986, 1987: jeweils Golden Lion (für Werbefilme)
- 1986: César (Werbefilm für Cacharel)
- 1989: Silver Lion (für Werbefilme)
- 1995: Grand Prix national de la photographie, Frankreich.
- 2007: Kulturpreis der Deutschen Gesellschaft für Photographie, Hamburg.
- 2008: Prix Nadar für 1 2 3 4 5, éditions Delpire, Frankreich.